# Nagpur (huyện)
Huyện Nagpur là một huyện thuộc bang Maharashtra, Ấn Độ. Thủ phủ huyện Nagpur đóng ở Nagpur. Huyện Nagpur có diện tích 9892 ki lô mét vuông. Đến thời điểm năm 2001, huyện Nagpur có dân số 4051444 người.